# Sipos Péter (történész)
Sipos Péter (Budapest, 1935. május 3. – 2017. június 6.) magyar történész, az MTA doktora.

## Élete
A Kölcsey Gimnáziumban érettségizett 1953-ban, felsőfokú tanulmányait ugyanebben az évben a Lenin Intézetben kezdte meg. Az Eötvös Loránd Tudományegyetemen szerzett történelem és magyar szakos tanári oklevelet. 1958–1962 között a budapesti Széchenyi István Kereskedelmi Tagozatú Közgazdasági Technikumban magyart és történelmet tanított. 1962-től ösztöndíjas aspiráns volt a Magyar Tudományos Akadémia Történettudományi Intézetében. 1966–1991 között a Párttörténeti Intézet, 1990-től Politikatörténeti Intézet munkatársa, majd tudományos tanácsadója volt. 1968-ban védte meg kandidátusi disszertációját „Imrédy Béla miniszterelnöksége és a Magyar Megújulás Pártja létrejötte” címmel. 1991-ben megszerezte a történelemtudomány doktora (DSc) fokozatot „A szocialista szakszervezeti mozgalom története Magyarországon (1919–1944)” című disszertációjával. 1991-2007 között az MTA Történettudományi Intézet tudományos tanácsadója volt.
Fő kutatási területei: XX. századi magyar és egyetemes történelem, különös tekintettel a következő témákra: a Horthy-rendszer; Horthy Miklós életrajza; a magyar szociáldemokrata párt 1919–1944; a szakszervezetek 1919–1989; a második világháború; Magyarország külpolitikája 1918–1990.
Az ELTE Bölcsészettudományi Karán 1982-től vezetett szemináriumokat a Horthy-korszak témaköréből, 1986-ban címzetes docensi, 1993-ban címzetes egyetemi tanári kinevezést kapott. A Budapesti Corvinus Egyetem Társadalomtudományi Karán nemzetközi kapcsolatok szakon 1993-tól megbízott előadóként, 1999-től részmunkaidőben foglalkoztatott tudományos tanácsadóként „A nemzetközi kapcsolatok története 1815–1945” és „A magyar külpolitika története 1918–tól” című tárgyakat adta elő. 2003-ban nevezték ki egyetemi tanárrá.
1979-2012 között szerkesztette a História 20. századi rovatát. Tagja volt több cikluson át az MTA Történettudományi Bizottságának és a Századok szerkesztőbizottságának, elnöke a Második Világháború Története Magyar Nemzeti Bizottságának. 1979–1982 között a Magyar Történelmi Társulat titkára volt.
Életében 26 kötete és közel másfél száz tanulmánya jelent meg. Műveinek 2009-ig terjedően teljes bibliográfiáját a Történelmi Szemle 2010/2. száma tartalmazza. Posztumusz tanulmánykötete „Horthytól Rákosiig. Írások Magyarország 20. századi történetéből” címmel 2017-ben jelent meg a Napvilág Kiadónál.
Gyakori előadója volt a tudományos konferenciáknak Magyarországon és külföldön, többször szerepelt előadóként a történettudomány legátfogóbb nemzetközi rendezvényén, az ötévente rendezett Nemzetközi Történettudományi Kongresszuson is. Számos alkalommal bírált akadémiai doktori értekezéseket, PhD, illetve korábban kandidátusi értekezéseket, részt vett OTKA és egyéb pályázatok elbírálásában, rendszeresen végzett lektorálási és szakértői munkát kiadók, az HBO, a Duna Televízió és a Magyar Televízió megbízásából. Televíziós műsorok és rádiós beszélgetések rendszeres résztvevője volt.
1983-ban az akkori államhatalom szempontjából negatívan ítélte meg Mindszenty József bíboros tevékenységét.

## Művei

### Könyvek
- Imrédy Béla és a Magyar Megújulás Pártja. Budapest, Akadémiai Kiadó, 1970. 261 p.
- A szakszervezetek és a Magyarországi Szociáldemokrata Párt 1890-1930. Budapest,  Akadémiai Kiadó, 1984. 124 p.
- Dolgozók Lapja 1937-1938. (Forráskiadvány bevezető tanulmánnyal és jegyzetekkel.) Budapest, Kossuth Kiadó, 1985.
- Legális és illegális munkásmozgalom (1919-1944). Budapest, Gondolat Könyvkiadó, 1988.
- Visszaemlékezések 1919-ről. (Válogatás, szerkesztés, bevezető tanulmány és jegyzetek, Kende Jánossal közösen.) Budapest, Gondolat Könyvkiadó,1989. 303 p.
- Jungert-Arnóthy Mihály: Moszkvai Napló. Budapest, Zrínyi Katonai Kiadó, 1989.  379 p. (Sajtó alá rendezés, bevezető tanulmány és jegyzetek, Szűcs Lászlóval közösen.)
- A századforduló nemzedéke. Budapest, Kossuth Könyvkiadó, 1990. 32 p. (Kende Jánossal közösen.)
- A II. világháború és az azt követő békék. Budapest, IKVA, 1991. 139 p.
- Die Sozialdemokratische Partei Ungarns und die Gewerkschaften 1890-1944. Budapest, Akadémiai Kiadó, 1991. (Studia Historica 193.) 150 p.
- Huszadik századi egyetemes történelem (1914-1990). Kézikönyv érettségizőknek és felvételizőknek. Budapest, IKVA, 1993. 248 p.
- Adattár a második világháború történetéhez. Budapest, História - MTA Történettudományi Intézete, 1994. História Könyvtár, Kronológiák, adattárak 2.) 150 p.
- Magyarország a második világháborúban. Lexikon. Budapest,  Petit Real Könyvkiadó — Hadtudományi Társaság, 1996.  582 p. (Főszerkesztő)
- A szociáldemokrata szakszervezetek története Magyarországon 1919-1944. Budapest, MTA Történettudományi Intézete, 1997. 279 p. (Társadalom- és művelődéstörténeti tanulmányok 20.)
- Szálasi Ferenc börtönnaplója. 1938-1940. (Bevezető tanulmány, jegyzetek.) Budapest, Budapest Főváros Levéltára — Filum, 1997.  269 p.
- Keitel vezértábornagy visszaemlékezései. (Szerkesztés, bevezető tanulmány, jegyzetek.) Budapest, Kossuth Kiadó, 1997. 203 p.
- Magyarország külpolitikája a XX. században. Budapest, Aula, 1998. 494 p. ( Fülöp Mihállyal közösen. Sipos Péter munkája 1-282., 364-368., 429-456. p.)
- Történelem IV. a középfokú iskolák számára 1914-1945. Budapest, Cégér Kiadó, 1998. Cégér Kiadó. 402 p. 5. átdolgozott kiadás. (Jóvér Bélánéval és Székely Gáborral közösen.)
- Magyarország 1921-1941. Zsitvay Tibor emlékiratai. (Bevezető tanulmány, jegyzetek, személyek adattára.) Budapest, Palatinus - Ráday Gyűjtemény, 1999. 589 p.
- Imrédy Béla a vádlottak padján. (Szerkesztés Sipos Andrással közösen, bevezető tanulmányok, jegyzetek, személyi adattár.) Budapest, Budapest Főváros Levéltára — Osiris, 1999. 700 p.
- Adolf Eichmann: Feljegyzések a börtönből. (Szerkesztés, bevezető tanulmány, jegyzetek, személyi adattár.) Budapest, Trifer Kiadó, 2000. 339 p.
- Szálasi minisztere voltam. Rajniss Ferenc naplója. Budapest,  2001. Palatinus Kiadó. 258. p.
- Imrédy Béla. Politikai életrajz. Budapest, Elektra Kiadóház, 2001. 135 p.
- Horthytól Rákosiig. Írások Magyarország 20. századi történetéből. Budapest, Napvilág Kiadó, 2017. 374 p.

### Műveinek teljes bibliográfiája 2010-ig
Történelmi Szemle 52. (2010) 2. 273-298. p. Összeállította: Pótó János. (Lásd a 7. jegyzetet.) 

### 2010 óta megjelent tanulmányok, cikkek
- Időszerűtlenül? [KRAUSZ Tamás–VÉRTES Judit (szerk.): 1919. A Magyarországi Tanácsköztársaság és a kelet-európai forradalmak. L’Harmattan Kiadó–ELTE BTK Kelet-Európa Története Tanszék, Budapest, 2010. 283 p. Ismertetés] Múltunk 2010. 4. sz. 219–224. p.
- Hóman Bálint, a pártpolitikus. In: Pártok, politika, történelem. Tanulmányok Vida István 70. születésnapjára. Budapest, MTA-ELTE Pártok, Pártrendszerek, Parlamentarizmus Kutatócsoport, 2010.
- Magyarország külpolitikája az 1960-as és az 1970-es években. In: Magyar történettudomány az ezredfordulón. Glatz Ferenc 70. születésnapjára. Szerk. Gecsényi Lajos – Izsák Lajos, Budapest, 2011. 531–538. p.
- Végtelen mezőkön. [VARGA Éva Mária: Magyarok szovjet hadifogságban (1941–1956). Az oroszországi levéltári források tükrében. Ruszisztikai könyvek XXIII. Budapest, Russica Pannonicana, Pannonica Kiadó, 2009. 391 p. Ismertetés] Múltunk, 2011. 3. sz. 226–230. p.
- Fegyveres semlegesség és tengelypolitika Magyarországon. In: Háború és nemzeti önismeret. 70 éve támadta meg a náci Németország a Szovjetuniót. Szerk.: Bartha Eszter, Krausz Tamás. Budapest, Russica Pannonicana, 2011. 125-134. p.
- Jugoszlávia felosztása 1941-ben. In: A történettudomány szolgálatában. Tanulmányok a 70 éves Gecsényi Lajos tiszteletére. Szerk. Baráth Magdolna, Molnár Antal. Budapest-Győr, 2012.
- Gróf Károlyi Gyula, az „öreg pipás”. História, 34:(8) pp. 17-19. (2012)
- Magyar kommunisták és európai szociáldemokraták a „Kádár-korszakban” [Simon István: Bal-kísértés. A kádári külpolitika és a nyugati szociáldemokrácia. Digitalbooks, 2012. 243 p. Ismertetés] Múltunk, 2013. 4. sz. 277–283. p.
- Károlyi Gyula gróf és a Horthy-rokonság. In: Rendszerváltások kortársa és kutatója. Tanulmánykötet Izsák Lajos 70. születésnapjára. ELTE Eötvös Kiadó, Budapest, 2013. 124-128. p.
- Jugoszlávia felosztása 1941-ben. (A német nagyhatalmi politika érvényesülése). In: Magyarok és szerbek. Együttélés, múltfeltárás, megbékélés, 1918-2012. Szerk. Glatz Ferenc, MTA Bölcsészettudományi Kutatóközpont Történettudományi Intézet, Budapest, 2013.
- A magyar megszálló csapatok a Szovjetunióban [Krausz Tamás – Varga Éva Mária: Magyar megszálló csapatok a Szovjetunióban – Levéltári dokumentumok 1941–1947. Ismertetés] Múltunk, 2014. 1. sz. 86–91. p.